# RNode
Un RNode es un tipo de dispositivo transceptor de radio digital de propósito general que permite a cualquiera enviar y recibir cualquier clase de datos sobre cortas y largas distancias (capa de enlace del modelo OSI). RNode no es un producto ni un dispositivo específico, de un proveedor particular, sino una plataforma abierta que cualquiera puede usar para interoperar transceptores digitales adaptados a sus propias necesidades y situaciones particulares. 
Un RNode es un dispositivo de comunicaciones de radio interoperable de baja potencia y largo alcance, fiable, abierto y flexible.  Dependiendo de sus componentes, puede operar sobre muchas bandas de frecuencias diferentes y usar muchos esquemas de modulación diferentes. Sin embargo, lo más habitual es que use como capa física LoRa en las bandas ISM.

## Utilización
Dependiendo de la configuración, puede ser usado para crear enlaces locales , o para enviar datos sobre muy largas distancias.  Un dispositivo RNode puede ser usado para:
- Como adaptador de red de con Reticulum Network Stack
- Para transmitir mensajes usando Sideband
- Para compartir información y comunicación usando Nomad Network
- Para crear Terminal Node Controller (TNC) de radioaficionado basados en LoRa y compatibles con  KISS. RNode puede operar en modo TNC y usarse para aplicaciones de radioaficionado como APRS o una BBS de Packet radio[3]. En este modo el RNode se comportará como un TNC KISS compatible, que puede ser usado por cualquier radioaficionado. [3]
- Plataforma de desarrollo LoRa
- Analizador de paquetes para rede LoRa
- Ethernet de larga distancia e interfaz de red IP sobre Linux
- Enlace de radio de larga distancia de propósito general.

## RNode firmware
Para crear un RNode es necesario tener instalado RNode firmware (código abierto, libre y no restringido) en una de los dispositivos que este soporta. Hay dos posibilidades usar un dispositivo soportado con el software instalado (ej. RNode v3 o OpenCom XL) o instalar el firmware en un dispositivo soportado(ej.  LoRa32 V2.1)
RNode firmware es un software, que transforma distintas clases de dispositivos hardware en un RNode funcional. Este software puede ser modificado para adaptarse a unas necesidades específicas necesarias para el uso en cierto entorno.

### Versiones
RNode mantiene el repositorio original de Mark Qvist (RNode Firmware ) que actualmente actúa como referencia estable para el RNode Firmware por defecto, que solo recibe actualizaciones de seguridad y corrección de errores.
Por otro lado, las nuevas características y el soporte a nuevas placas está en otro repositorio (RNode Firmware Community Edition), una bifurcación del original mantenido por Jacob Eva/Liberated Embedded Systems.
Ambas versiones tienen licencia GPLv3 y están construidas básicamente en C con algún código Python.